# Hull City AFC
Hull City Association Football Club este un club de fotbal din Kingston upon Hull, Anglia, care evoluează în Championship.
În sezonul 2007-2008, clubul a reușit accederea în prima ligă din Anglia, pentru prima dată în istoria clubului, prin câștigarea play-off ului de pe stadionul Wembley. Echipa a terminat sezonul 2008-2009 pe locul 17 reușind astfel să evite retrogradarea. Înainte de această „performanță”,cea mai bună clasare a clubului în fotbalul englez a fost locul 3 în vechea Second Division 1909-1910. Cea mai mare performanță din istoria clubului a fost accederea în semi-finala FA Cup din 1930.
Hull joacă meciurile de pe teren propriu pe KC Stadium.Echipa joacă de obicei în alb și portocaliu într-un echipament în dungi,de unde și porecla „The Tigers”.Mascota clubului este Roary Tigrul.

### Jucătorul anului
| An      | Jucător        |
| ------- | -------------- |
| 2000–01 | Ian Goodison   |
| 2001–02 | Gary Alexander |
| 2002–03 | Stuart Elliott |
| 2003–04 | Damien Delaney |
| 2004–05 | Stuart Elliott |
| 2005–06 | Boaz Myhill    |
| 2006–07 | Andy Dawson    |
| 2007–08 | Michael Turner |
| 2008–09 | Michael Turner |